# Prins Vongkot
Prins Vongkot was de achterkleinzoon van koning Inta Som van het koninkrijk Luang Prabang. Hij trouwde met prinses (Sadu Chao Nying) Ratnavati (Rattanavadi), de dochter van prins Suvarna Brahma (Souvanna Phromma) de kleinzoon van koning Anurut en onderkoning van het koninkrijk Luang Prabang. 
Prins Vongkot had, voor zover bekend, drie zonen en twee dochters:
- Prins (Sadu Chao Jaya) Kumara Vamsakatra Ratna (Khamman Vongkot Rattana)
- Prins (Sadu Chao Jaya) Sri Indragama (Singkham), hij was een chirurg, in 1945 trouwde hij met prinses (Sadu Chao Nying) Ridhisvastri (Rithisvasti). Ze hadden een zoon en een dochter:
  - Prins (Sadu Chao Jaya) Singha Samudha (Singsamuth), hij trouwde met prinses (Sadu Chao Nying) Mahadaya Ratna (Mahathaya Ratna)
  - Prinses (Sadu Chao Nying) Sri Sangvangsi (Sisangvang)
- Prins (Sadu Chao Jaya) Singha Kaeva (Singkeo).
- Prinses (Sadu Chao Nying) Kengami (Ken-kham). Ze trouwde twee keer, de eerste keer met prins (Sadu Chao Jaya) Unga (Oun) en de tweede keer als tweede vrouw van prins (Sadu Chao Jaya) Samudya Jayakara (Samutsaikon). Ze had een aantal kinderen waaronder:
  - Prins (Sadu Chao Jaya) Gamagana (Khamkhan). Hij trouwde met prinses (Sadu Chao Nying) Sundhara Varman (Sunthavong). Ze hadden drie zonen en een dochter:
    - Prins (Sadu Chao Jaya) Sundhayidana (Sunthaithan)
    - Prins (Sadu Chao Jaya) Sundhasena (Sunthasen)
    - Prins (Sadu Chao Jaya) Sundhararatna (Suntharatana)
    - Prinses (Sadu Chao Nying) Sundhasrivathi (Sunthasivath)
- Prinses (Sadu Chao Nying) Sumanadha (Sumnatha)